# Verf

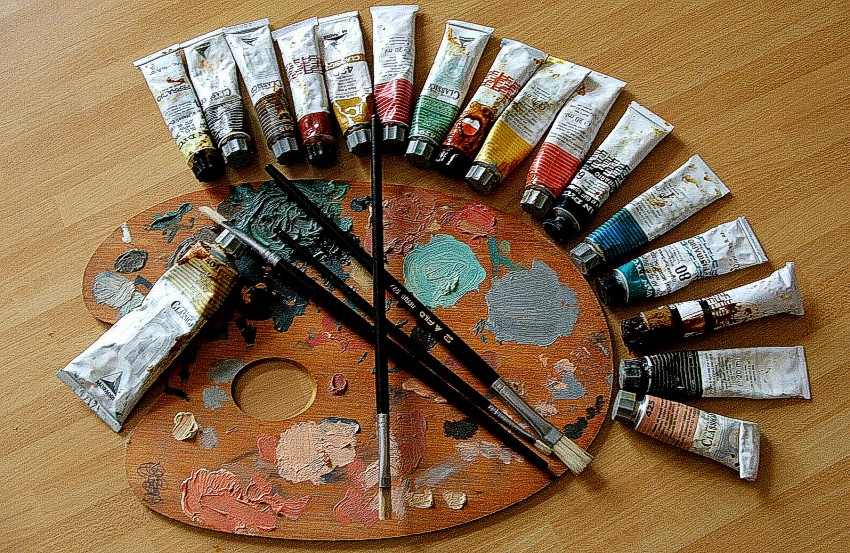
Palet met verf in tubes

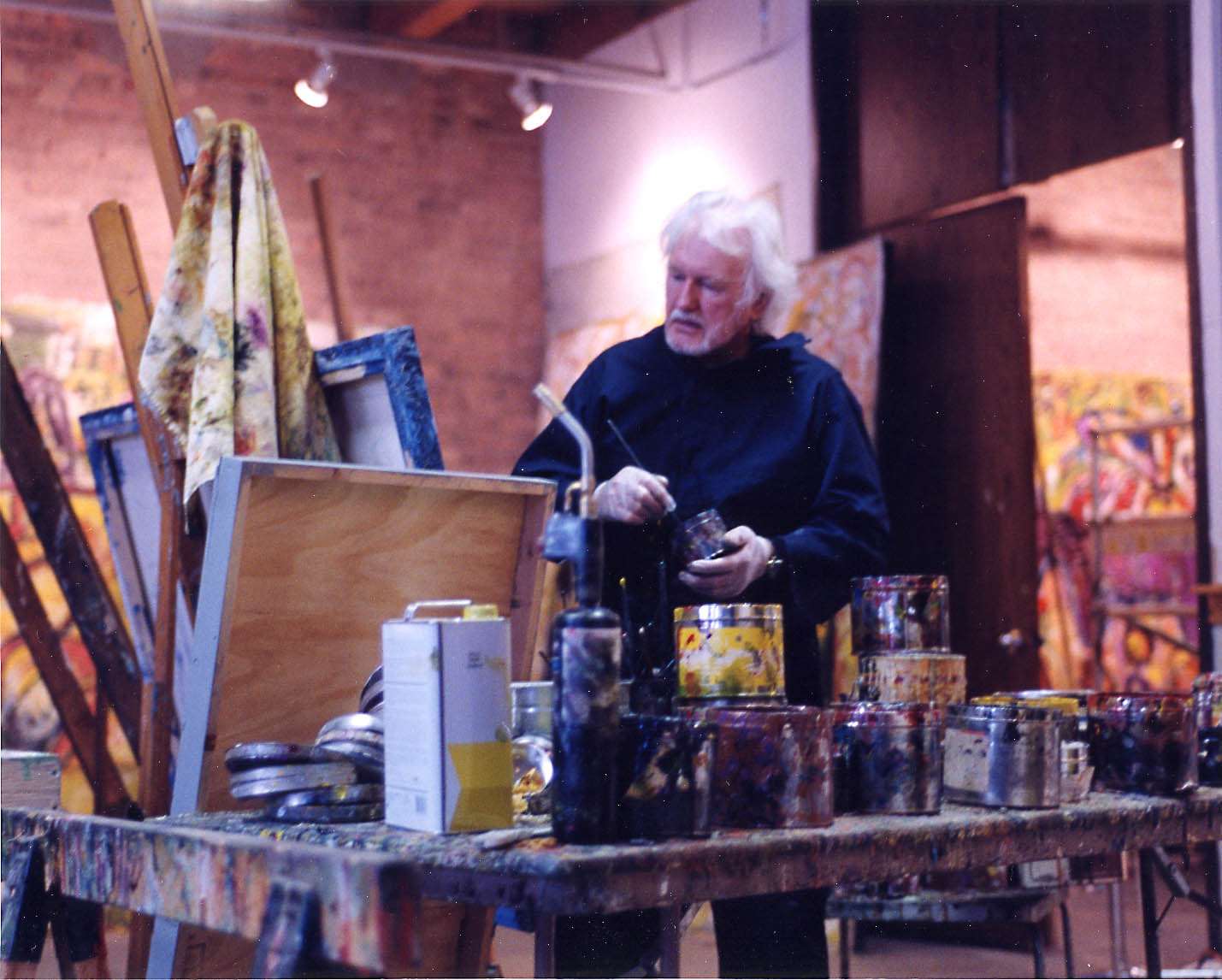
Een kunstschilder

Verf is de algemene term voor producten die bedoeld zijn om een voorwerp te beschermen of te verfraaien door het van een pigmenthoudende laag te voorzien. Het wordt voor diverse doeleinden gebruikt, waaronder het decoreren of beschermen van voorwerpen. Verf is ook van cruciaal belang bij de schilderkunst.

## Toepassingen

### Bescherming
Verf wordt aangebracht op onderdelen van een gebouw of constructie om het te beschermen tegen corrosie, weersinvloeden en andere agressieve vormen van aantasting van de ondergrond. Het materiaal kan variëren van hout, steen en metaal tot kunststoffen. Schilderen heeft tevens de functie om de ondergronden welke worden geschilderd te verfraaien door met de kleuren te werken. Een huisschilder is een vakman die beroepsmatig verf aanbrengt, ook wel schilderen genoemd.

### Decoratie
Verf wordt aangebracht op voorwerpen ter decoratie, zoals meubels of huishoudelijke voorwerpen. Hiervoor zijn verschillende soorten verf. De houten meubelindustrie stelt andere eisen aan verf dan de stalen meubelindustrie en het verfreceptuur van betonverf bevat andere ingrediënten dan die van leerverf.

### Signalering
Daarnaast kan verf dienen om iets te signaleren, er de aandacht op te vestigen. Zo worden buizen okergeel geverfd om aan te geven dat deze voor gas zijn. Tevens worden voorwerpen als spoorbomen en brandweerwagens met verf opvallend gemaakt. Er bestaan ook functionele verven als magneetverf en de ermee combineerbare bordverf.

### Schilderkunst
Verf wordt ook gebruik in de schilderkunst, voor het maken van schilderijen of andere kunstwerken. Voorbeelden van algemene schildertechnieken zijn de olieverftechniek en de aquareltechniek. Een vrij nieuwe methode is het werken met airbrush, dat wil zeggen spuitbussen met verf.

## Componenten
Verf bestaat veelal uit drie delen, een vast gedeelte en twee vloeibare delen. Het vaste deel bestaat uit verfstof, dat wil zeggen pigment of kleurstof. Het eerste vloeibare deel is het bindmiddel (een natuurlijke hars, synthetische hars of een olie (in olieverf)) dat na droging vast wordt. Het tweede vloeibare deel is het medium of verdunner, (meestal organisch van oorsprong zoals terpentijn, maar het kan ook water zijn), dat verdampt.

## Soorten
Verf is verkrijgbaar in vele kwaliteiten, kleuren en soorten. Tegenwoordig is naast de traditionele verf op basis van lijnolie of alkydhars ook oplosmiddelarme verf, high solid-verf (verf met een hoog vastestofgehalte) en verf te koop op waterbasis, zoals acrylverf en latexverf. Het gebruik van deze verfsoorten is veel minder schadelijk, omdat een oplosmiddel als terpentijn of terpentine ontbreekt. Als weekmaker wordt bij alkydhars meestal terpentine gebruikt.
De moderne kunststoflakken zijn meestal op waterbasis. Er zijn ook lakken die als basis natuurlijke grondstoffen hebben. Het gebruik van deze verfsoorten is veel minder schadelijk, omdat ook hier een oplosmiddel als terpentine ontbreekt.
Bijzondere verfsoorten zijn tempera, op basis van eigeel, en aquarel, op basis van lijmwater en pigment.
Een relatief milieuvriendelijke verf is poedercoating, ook poederverf of poederlak genaamd. De duurzame eigenschappen en vele kleurmogelijkheden hebben toepassing van poederlak in de utiliteits- en woningbouw en in de industrie populair gemaakt.

## Gebruik
Verf kan worden aangebracht met een kwast of penseel, een verfroller, een verfspuit of een airbrush. Graffitikunstenaars gebruiken verf uit een spuitbus. Vingerverf (vooral gemaakt voor kinderen) is bedoeld om met de vingers te worden aangebracht.
Het drogen van de verf kan gebeuren door oxidatie/polymerisatie van de lijnolie in olieverf bijvoorbeeld, maar ook door verdamping van het medium. Andere mogelijkheden zijn door afkoeling. Soms wordt een katalysator (ook wel siccatief of droogmiddel) toegepast om de droogtijd te versnellen. Met name olieverf droogt zeer langzaam. Zonder siccatief kan dit weken duren, afhankelijk van de dikte van de verflaag.
De voorbehandeling van de ondergrond is belangrijk. Deze moet goed glad worden gemaakt door deze te schuren. Ook moet ze stof- en vetvrij zijn. Als er sprake is van slechte hechting van de verf moet de ondergrond voorbehandeld worden met een primer of een voorstrijkmiddel, die hechting wel mogelijk maakt.
Verf kan met een kwast, een roller of met een spuit worden opgebracht. In vroegere tijden gebruikte men ook een puimsteen, om te schuren 'in de natte verf'.
Bij nieuw houtwerk en conventionele huisschilderverf is de werkvolgorde als volgt:
- vettige of harsachtige ondergrond goed schoonmaken
- schuren (met korrel 120)
- grondverven
- gaten stoppen en plamuren
- plamuurplekjes schuren (met korrel 120)
- stofvrij maken
- naden kitten met acrylkit, overtollige kit afnemen met een vochtige spons of stoffen doek
- voorlakken met grondverf op kleur of met een mengsel van 50% grondverf en 50% afschilderverf
- licht schuren, (met korrel 150 180), of een stukje pannenspons
- stofvrij maken, eventueel met een kleefdoekje
- aflakken
- voor de tweede keer aflakken eventueel weer even heel licht schuren ('aaien')
- derde keer aflakken (als dat nodig is voor versterking en een goede dekking en goede bescherming)

Tussen de diverse bewerkingen dient de voorgeschreven droogtijd in acht te worden genomen.

## Pigmenten
Pigmenten worden gebruikt in verven om kleur te scheppen. Veel pigmenten worden tegenwoordig kunstmatig geproduceerd, dat wil zeggen niet meer uit mineralen, planten of dieren gewonnen (Biologisch pigment). De afkomst van het pigment maakt geen verschil voor de uiteindelijke kleur. Het is wel mogelijk dat pigmenten uit mineralen, planten of dieren niet helemaal zuiver zijn en nog andere stoffen bevatten dat beïnvloed de structuur en de reflectie na het drogen van de verf. In die zin kan er dus wel verschil zijn tussen pigmenten uit mineralen, planten of dieren en kunstmatige pigmenten.

## Temperatuur en vochtigheid
In de zestiger jaren luidde de definitie van huisschilderverf: "Verf is een vloeibaar pigment bevattende massa dat in dunne lagen over voorwerpen wordt aangebracht ter bescherming of verfraaiing daarvan en daarop bij kamertemperatuur een vaste laag vormt."
Inmiddels hebben ontwikkelingen ertoe bijgedragen dat we met "kamertemperatuur" niet zoveel meer te maken hebben. Zodra het vorstvrij is kunnen we schilderen. Van met vocht uithardende prepolymeren zijn één-componentige polyurethan verven (lakken/coatings) ontwikkeld die zich ook beneden het vriespunt laten verwerken, drogen en uitharden. Ook is de natte verflaag van deze producten direct met water belastbaar. Zelfs dompeling in water doet de verflaag drogen en uitharden, immers, het gebruikt juist vocht om te reageren (uit te harden). Alhoewel deze verven zich ook met de kwast laten verwerken wordt een duurzamere bescherming van metaal verkregen door airles-spray applicatie vanwege het realiseren van een dikkere laag (ca. 250 tot 400 micrometer droge verflaagdikte).
In het algemeen veroorzaken te hoge relatieve vochtigheid en/of te hoge (oppervlakte) temperatuur bij conventionele verfproducten negatieve invloeden op het eindresultaat.

## Milieu en gezondheid
Vanaf 2007 werden er in geheel Europa grenswaarden gesteld aan het aandeel vluchtige organische stoffen in verf. De grenswaarden golden voor decoratieve verven (voor bijvoorbeeld meubels en gebouwen) en verven die worden gebruikt voor het overspuiten van auto's. Vanaf 2010 werden de grenswaarden voor decoratieve verven aangescherpt.
Sommige oudere verfsoorten zijn door gebruik van giftige pigmenten schadelijk. Zo werden kinderbedjes in het verleden geschilderd met loodwit. Ook cadmiumhoudende en arsenicumhoudende verfsoorten werden gebruikt. Het loodwit is vervangen door titaandioxide en zinkoxide. De andere giftige pigmenten zijn vervangen door synthetische pigmenten. Desondanks kan zelfs ijzeroxide voor gezondheidsproblemen zorgen door overbelasting van de lever en een ijzerallergie. Bij het werken met verf is het niet genoeg om een mondkap voor te doen, via de huid dringt zelfs meer schadelijke stof ons systeem binnen.
Om de gezondheid van schilders te beschermen zijn er in Nederland grenswaarden gesteld aan het aandeel vluchtige organische stoffen bij het professionele gebruik van verf. Deze grenswaarden zijn voor enkele verfproducten iets scherper dan de nu voorgestelde Europese waarden, maar komen ongeveer overeen met die voor 2010. Veelvuldige inhalatie (inademing) van deze vluchtige componenten leidt namelijk tot organisch psychosyndroom (OPS) ook wel bekend als schildersziekte. OPS is een verzamelnaam voor een aantal psychische aandoeningen waarbij het centraal zenuwstelsel verstoord is. Dit kan zich onder andere uiten in: verminderde aandacht, slecht geheugen, niet meer logisch kunnen denken, bewustzijnsverstoring, slecht kunnen rekenen,niet meer kunnen samenvatten, waarnemingsstoornissen en oriëntatiestoornissen.

## Geschiedenis
Schilderingen, aangebracht op rotswanden en zolderingen van grotten, zijn de eerste vorm van schilderkunst. Volgens koolstofdateringen zijn sommige schilderingen meer dan 35.000 jaar oud. De schilders brachten verf aan met hun handen of door middel van spugen. De verf bestond uit een mengsel van speeksel en mineralen zoals rode of gele oker en koolstof (zwart).
Sinds de Romeinse tijd werd tempera veel toegepast voor schilderingen. Vanaf de Renaissance werd tempera vrij spoedig verdrongen door olieverf, doorgaans op basis van lijnolie. In China en Indië was Oost-Indische inkt van oudsher een belangrijke verfstof. 
Voor textiel werden in vroegere eeuwen vaak de kleurstoffen wede, indigo en meekrap gebruikt. Een buitengewoon kostbare kleurstof was purper, bereid uit de purperslak. Om deze kleurstoffen beter te laten hechten aan de textielvezels werden deze vaak geappreteerd met aluin.